# Fokker F.VII
El Fokker F.VII fue el avión trimotor comercial de mayor éxito en los años 20 y el que dominó el mercado europeo hasta la llegada de los aviones alemanes y estadounidenses totalmente metálicos de mediados de los años 30. Se construyó en la factoría de Fokker en Holanda, por la Atlantic Aircraft Corporation, subsidiaria en Estados Unidos de dicha compañía, y en otros países bajo licencia. En este tipo de aparato, se realizaron muchos y renombrados vuelos pioneros y de exploración.

## Diseño y desarrollo
Desarrollado a partir del exitoso Fokker F.VII, diseñado por Walter Rethel del que se construyeron cinco ejemplares en 1924-25, el Fokker F.VIIa voló por primera vez el 12 de marzo de 1925, equipado con un motor Packard Liberty de 400 hp. Tras un viaje de promoción por los Estados Unidos, se recibieron varios encargos y otros más fueron hechos por clientes europeos. Se construyeron casi 50 F.VIIa, algunos de los cuales fueron convertidos posteriormente en trimotores F.VIIa/3m. Esta última versión, junto con los F.VIIb/3m (de envergadura ligeramente aumentada), constituyeron el principal componente de las flotas civiles europeas al principio de la década de los años 30, siendo producidos en serie también bajo licencia en Bélgica, España, Italia, Polonia y Gran Bretaña.
El único ejemplar empleado militarmente durante la II Guerra Mundial fue el n.º 12 de serie, que tras una variada carrera en los Países Bajos y Dinamarca fue donado a la Cruz Roja finlandesa, y operó con insignias militares durante la Guerra de Continuación. Los empleados por las aviaciones militares de los Países Bajos y Polonia fueron destruidos.
Durante la guerra civil española, ambos bandos emplearon F.VII trimotores, ya fuesen procedentes de la línea aérea LAPE o militares, a los que se unieron otros comprados en el extranjero. Operaron como bombarderos, transportes de tropas y aviones escuela, y su total, según algunas fuentes, debió de ser de unos 20 aparatos. Una de sus contribuciones, modesta pero importante, consistió en los tres ejemplares que en el momento de estallar la rebelión estaban en Sevilla y Larache (protectorado español de Marruecos) y que fueron utilizados en la considerada como primera operación aerotransportada de la historia, al usarse conjuntamente con Junkers Ju 52 e hidroaviones Dornier Do J para trasladar tropas del Marruecos español en un puente aéreo Tetuán-Sevilla en los primeros días de la contienda.

### Vuelos históricos

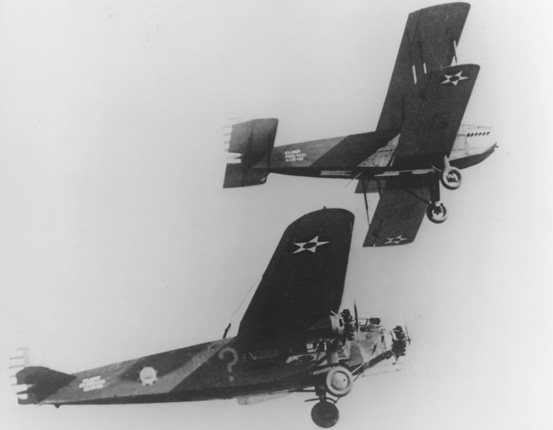
Fokker Atlantic C-2A Question Mark reabastecido por un Douglas C-1.

- El 9 de mayo de 1926, volando en el Fokker F.VIIa/3m bautizado Josephine Ford, el entonces capitán de corbeta Richard E. Byrd de la USN y Floyd Bennet sobrevuelan por primera vez en un aeroplano el Polo Norte, que dos días después fue también alcanzado por el dirigible Norge al mando del explorador noruego Roald Amundsen.[1]

- El 15 de junio de 1927, el millonario estadounidense W. van Lear Black alquila un Fokker F.VIIa de KLM para realizar un vuelo de Ámsterdam a Batavia (Indias Orientales Neerlandesas). Esta transacción fue el primer vuelo chárter de la historia. Al mando del capitán G.J. Geysendorfer, el F.VIIa llevó a cabo un viaje de ida y vuelta de más de 30 100 km, regresando a Ámsterdam el 23 de julio.

- Volando en un monoplano Fokker C-2 del Ejército estadounidense, bautizado Bird of Paradise, los tenientes Albert Hegenberger y L. Maitland efectúan, entre el 28 y el 29 de junio de 1927, el primer vuelo sin escalas desde Estados Unidos a las Hawái, entre Oakland (California) y Honolulu. La travesía duró 25 horas 50 minutos.[1]

- El F.VIIb/3m Southern Cross de Sir Charles Kingsford Smith fue el primer aeroplano en cruzar el Pacífico desde Estados Unidos a Australia en junio de 1928, y también el primero en sobrevolar el Mar de Tasmania desde Australia a Nueva Zelanda, regresando en septiembre de ese año.[2]

- La aviadora estadounidense Amelia Earhart fue la primera mujer en sobrevolar el Atlántico como pasajera a bordo del Fokker F.VIIb/3m Friendship el 17 de junio de 1928.[1]

- Los oficiales, el entonces comandante Carl Spaatz, Ira Eaker y Elwood Quesada futuros generales del Cuerpo Aéreo del Ejército de los Estados Unidos, figuran entre la tripulación del Fokker C-2A (Fokker F.VIIa/3m) Question Mark, que entre el 1 y el 7 de enero de 1929 estableció un récord de casi 151 horas de vuelo sobre Los Ángeles. Esta marca fue posible gracias al empleo del reabastecimiento de combustible en vuelo (en este caso por un Douglas C-1) preconizado por Smith y Richter en 1923, y fue una primera demostración de esta técnica, que adquiriría una dimensión fundamental en la era del reactor.[3]

## Variantes
F.VII
Monomotor de transporte, propulsado por un Rolls-Royce Eagle de 360 hp (268,5 kW); acomodación para dos tripulantes y seis pasajeros; cinco construidos.
F.VIIa (F.VIIa/1m)
Monomotor de transporte, un poco más grande que el F.VII, con nuevos tren de aterrizaje y alas. Los primeros aparatos llevaban el motor lineal Packard Liberty de 420 hp (310 kW), pero los 39 F.VIIa restantes estaban propulsados con los motores radiales Bristol Jupiter o Pratt & Whitney Wasp.
F.VIIa/3m
Versión con dos motores adicionales en las alas. Los primeros dos aviones eran idénticos al F.VIIa. Desde el tercer aparato, el fuselaje fue alargado en 80 cm; estaban propulsados con motores radiales Wright J-4 Whirlwind de 200 hp (149 kW). Probablemente sólo 18 fueron construidos nuevos, mientras que muchos F.VIIa fueron convertidos al estándar F.VIIa/3m.
F.VIIb/3m
Versión principal de serie con mayor envergadura. 154 construidos, incluyendo los fabricados bajo licencia.
F.9
Versión del Fokker F.VIIb/3m, construido por la Atlantic Aircraft Corporation en los Estados Unidos.
Fokker F.10
Versión agrandada del Fokker F.VII, capaz de llevar hasta 12 pasajeros. Construido por Atlantic Aircraft Corporation en los Estados Unidos.
C-2
Versión militar del Fokker F.9, propulsada por tres motores de pistón radiales Wright J-5 de 220 hp (164 kW), acomodación para dos pilotos y diez pasajeros; se construyeron tres para el USAAC (26-202/204).
C-2A
Versión de transporte militar para el Cuerpo Aéreo del Ejército estadounidense, con gran envergadura, propulsada por tres radiales Wright J-5 de 220 hp (164 kW), acomodación para dos pilotos y diez pasajeros; ocho construidos (28-118/126).
XC-7
Un C-2A (28-126) remotorizado con tres radiales Wright J-6-9 de 330 hp (246 kW).
C-7A
Versión militar de transporte para el Cuerpo Aéreo del Ejército estadounidense; seis construidos (29-407/412).
XLB-2
Versión bimotor del C-2 como bombardero ligero experimental, propulsado por dos radiales Pratt & Whitney R-1340 de 410 hp (306 kW); uno construido (26-210).
TA-1
Versión del F.VIIb/3m para la Armada y Cuerpo de Marines estadounidenses; tres construidos (A7561/7563). Redesignados TA-3 en 1930, y RA-3 en 1931.
TA-2
Versión del TA-1 con mayor envergadura para la Armada estadounidense; tres construidos (A8007/8008, A8018). Redesignados TA-3 en 1930, y RA-3 en 1931.
TA-3
Redesignación de los TA-1 y dos TA-2 al instalárseles tres radiales Wright R-975 de 300 hp; uno construido (A8157). Redesignados RA-3 en 1931.
RA-2
Redesignación del TA-2 en 1931.
RA-3
Redesignación de los TA-3 en 1931.
Fokker F.VIIA/3m/M
Conversión de un F.VIIa/3m en prototipo destinado a realizar misiones de bombardeo, con motores Armstrong Siddeley Lynx y portabombas bajo el fuselaje.

### Construcción bajo licencia
- SABCA: 29 unidades construidas.
- Avia: 18 unidades construidas.
- OFM: Tres F.VIIb/3m construidos bajo licencia en Italia como OFM Ro.10 con motores Alfa Romeo Lince.
- Plage i Laśkiewicz: entre 1929 y 1930, once transportes civiles F.VIIb/3m y 21 de una versión de bombardeo desarrollados por Jerzy Rudlicki, propulsados con motores Škoda, más tarde remotorizados con radiales Wright de 420 hp.
- Aeronáutica Industrial (AISA): 3 trimotores militares construidos en España.
- Avro: 12 F.VIIb/3m designados como Avro 618 Ten; motores radiales Armstrong Siddeley Lynx de 240 hp.

## Operadores

### Civiles
Bélgica
- SABENA: operó 28 aviones.

 España
- CLASSA
- LAPE

 Estados Unidos

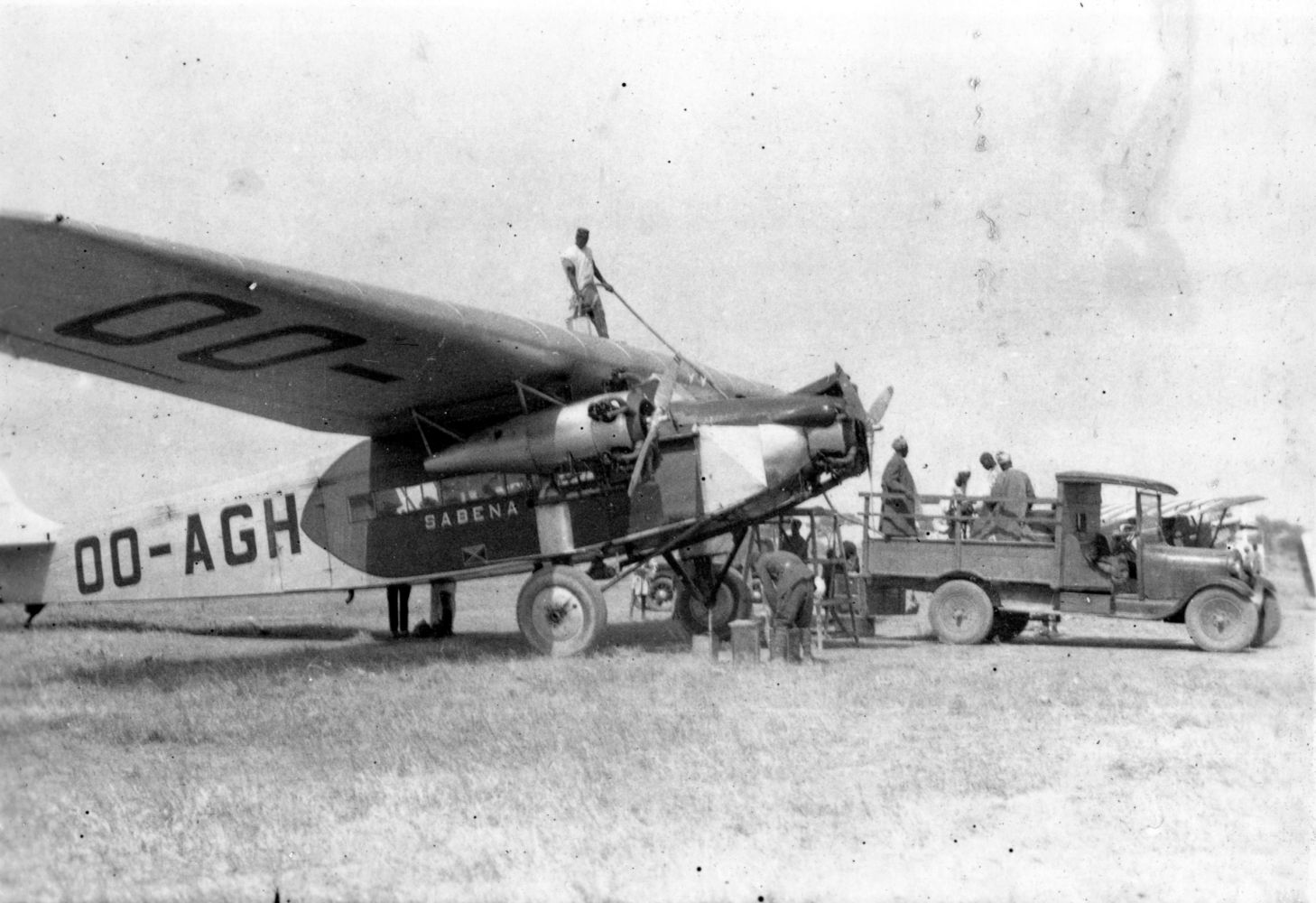
Fokker F.VII, de SABENA.

- American Airways, llamada más tarde American Airlines.
- TWA
- Pan Am: operó F.VIIB/3m.

 Dinamarca
- Det Danske Luftfartselskab A/S - DDL: operó 4 F.VIIa.

 Francia
- CIDNA: operó 7 F.VIIa.
- STAR: 1 F.VIIa.

 Hungría
- Malert: operó 2 F.VIIa.

 Países Bajos
- KLM: recibió 5 F.VII y 15 F.VIIa.

 México

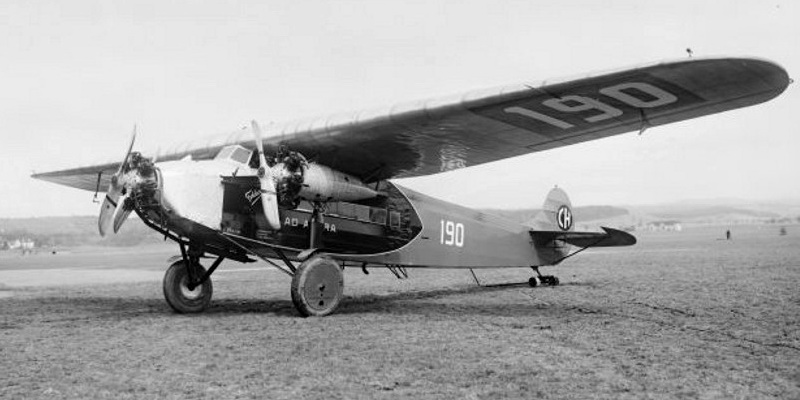
Fokker F.VIIb/3m, de Ad Astra Aero.

- Compañía Mexicana de Aviación: recibió 2 F.VIIa/3m.

 Polonia
- Aero: 6 F.VIIa por un corto periodo en 1928. Desde el 1 de enero de 1929, todos los aviones pasaron a PLL LOT.
- Polskie Linie Lotnicze LOT: 6 F.VIIa y 13 F.VIIb/3m, entre 1929 y 1939.

Fokker F.VIIb/3m, de Swissair.

 Portugal
- Aero Portuguesa: 1 F.VIIb/3m.

 Suiza
- Swissair: 1 F.VIIa y 8 F.VIIb/3m.

### Militares
Checoslovaquia
- Fuerza Aérea Checoslovaca

 Croacia
- Fuerza Aérea del Estado Independiente de Croacia

 Estados Unidos
- USAAC, incluidas las designaciones Atlantic-Fokker C-2, C-5 y C-7.
- Armada de los Estados Unidos y Cuerpo de Marines de los Estados Unidos, originalmente designados TA y más tarde RA.

 España
- Aeronáutica Militar: operó tres Fokker F.VII comprados en el extranjero y otros tres fabricados por AISA, en la Escuadrilla colonial del Sáhara.

 Finlandia

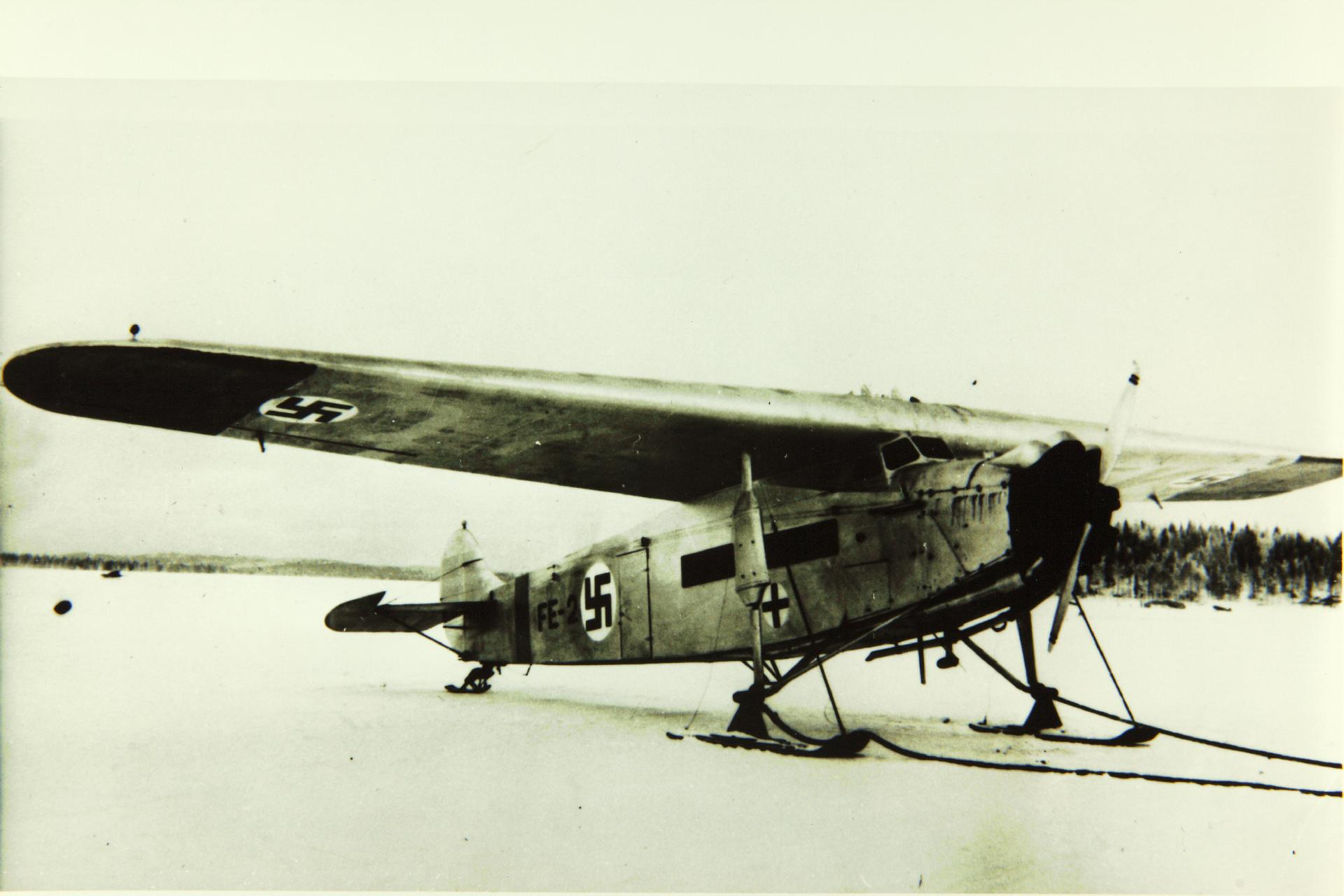
Fokker F.VIIa, Fuerza Aérea Finlandesa.

- Fuerza Aérea Finlandesa: 1 F.VIIa.

 Países Bajos
- Real Fuerza Aérea de los Países Bajos: recibió tres bombarderos F.VIIa/3m.

 Polonia
- Fuerza Aérea Polaca: operó 21 F.VIIb/3m (20 de ellos fueron construidos bajo licencia como bombarderos y transportes entre 1929 y 1939).
  - 1 Pułk Lotniczy
    - 211 Eskadra Bombowa
    - 212 Eskadra Bombowa
    - 213 Eskadra Bombowa

 Yugoslavia
- Real Fuerza Aérea Yugoslava

## Especificaciones
Fokker F.VIIa

### Características generales
- Tripulación: Dos
- Capacidad: Ocho pasajeros
- Longitud: 14,4 m (47,1 ft)
- Envergadura: 19,3 m (63,3 ft)
- Altura: 3,9 m (12,8 ft)
- Superficie alar: 58,5 m² (629,7 ft²)
- Peso vacío: 1950 kg (4297,8 lb)
- Peso máximo al despegue: 3650 kg (8044,6 lb)
- Planta motriz: 1× motor radial de 9 cilindros refrigerado por aire Gnome-Rhône Jupiter.
  - Potencia: 298 kW (411 HP; 406 CV)

### Rendimiento
- Velocidad máxima operativa (Vno): 185 km/h (115 MPH; 100 kt)
- Velocidad crucero (Vc): 155 km/h (96 MPH; 84 kt)
- Alcance: 1160 km (626 nmi; 721 mi)
- Techo de vuelo: 2600 m (8530 ft)

Fokker F.VIIb/3m; Atlantic-Fokker C-2A
Referencia datos: aerofav

### Características generales
- Tripulación: Dos
- Capacidad: Ocho pasajeros
- Longitud: 14,6 m (47,9 ft)
- Envergadura: 21,7 m (71,2 ft)
- Altura: 3,9 m (12,8 ft)
- Peso vacío: 3050 kg (6722,2 lb)
- Peso cargado: 5200 kg (11 460,8 lb)
- Planta motriz: 3× motor radial de 9 cilindros refrigerado por aire Wright J-5 Whirlwind.
  - Potencia: 164 kW (226 HP; 223 CV) cada uno.

### Rendimiento
- Velocidad crucero (Vc): 170 km/h (106 MPH; 92 kt)

## Aeronaves relacionadas

### Aeronaves similares
- Junkers G 24
- Junkers G 31
- Rohrbach Ro VIII Roland
- Ford Trimotor
- Farman F.300
- Fokker F.10
- Avro 618 Ten
- Beardmore Inflexible

### Secuencias de designación
- Secuencia F._ (interna de Fokker (después de 1918)): ← F.IV - F.V - F.VI - F.VII - F.VIII - F.IX - F.X →
- Secuencia F._ (interna de Fokker America): F.7 - Universal - Super Universal - F.10 →
- Secuencia Ro._ (interna de IMAM): Ro.1 - Ro.5 - Ro.10 - Ro.26 - Ro.30 - Ro.35 →
- Secuencia C-_ (Aviones de Carga del USAAC/USAAF/USAF, 1924-1962): C-1 - C-2 - C-3 - C-4 - C-5 - C-6 - C-7 - C-8 - C-9 - C-10 →
- Secuencia T_A (Aviones de Transporte de la Armada estadounidense, 1927-1930 (Atlantic Aircraft, 1927-1932)): TA
- Secuencia R_A (Aviones de Transporte de la Armada estadounidense, 1931-1962 (Atlantic Aircraft, 1927-1932)): RA